# Ҷ
Ҷ (minuskule ҷ) je písmeno cyrilice. Je používáno v abcházštině, v tádžičtině, v jaghnóbštině a od roku 2000 také v chantyjštině. Jedná se o variantu písmena Ч. Písmeno zachycuje stejnou hlásku jako písmeno Џ v srbštině, jako písmeno Ӌ v chakaštině, jako písmeno Ӝ v udmurtštině, nebo jako v minulosti používaná písmena Ҹ v ázerbájdžánštině či Ӂ v gagauzštině.